# Neolitsea levinei
Neolitsea levinei är en lagerväxtart som beskrevs av Elmer Drew Merrill. Neolitsea levinei ingår i släktet Neolitsea och familjen lagerväxter. Inga underarter finns listade i Catalogue of Life.